# Ford Nucleon

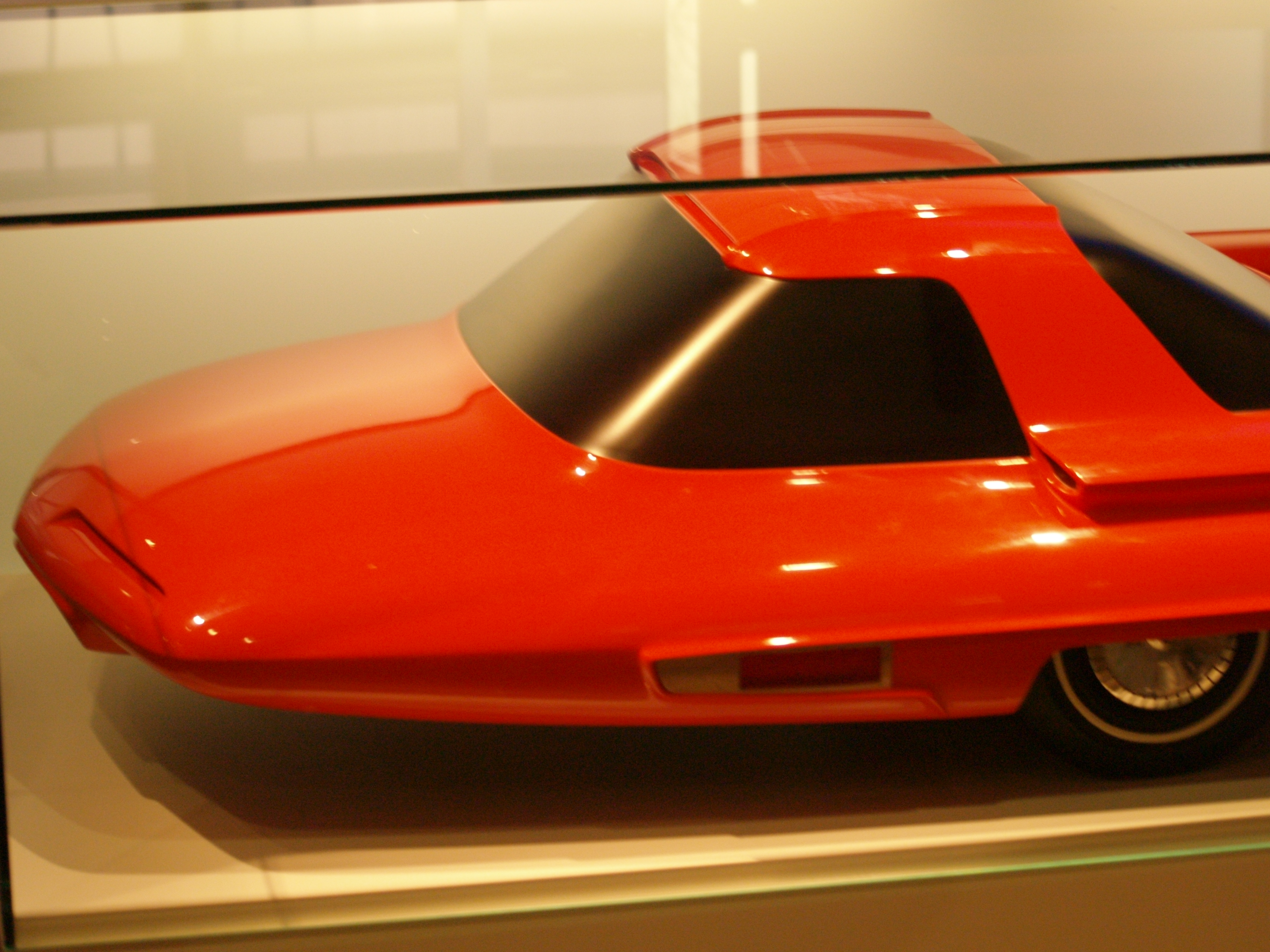
Modell eines Ford Nucleon (Front) im Deutschen Technikmuseum Berlin

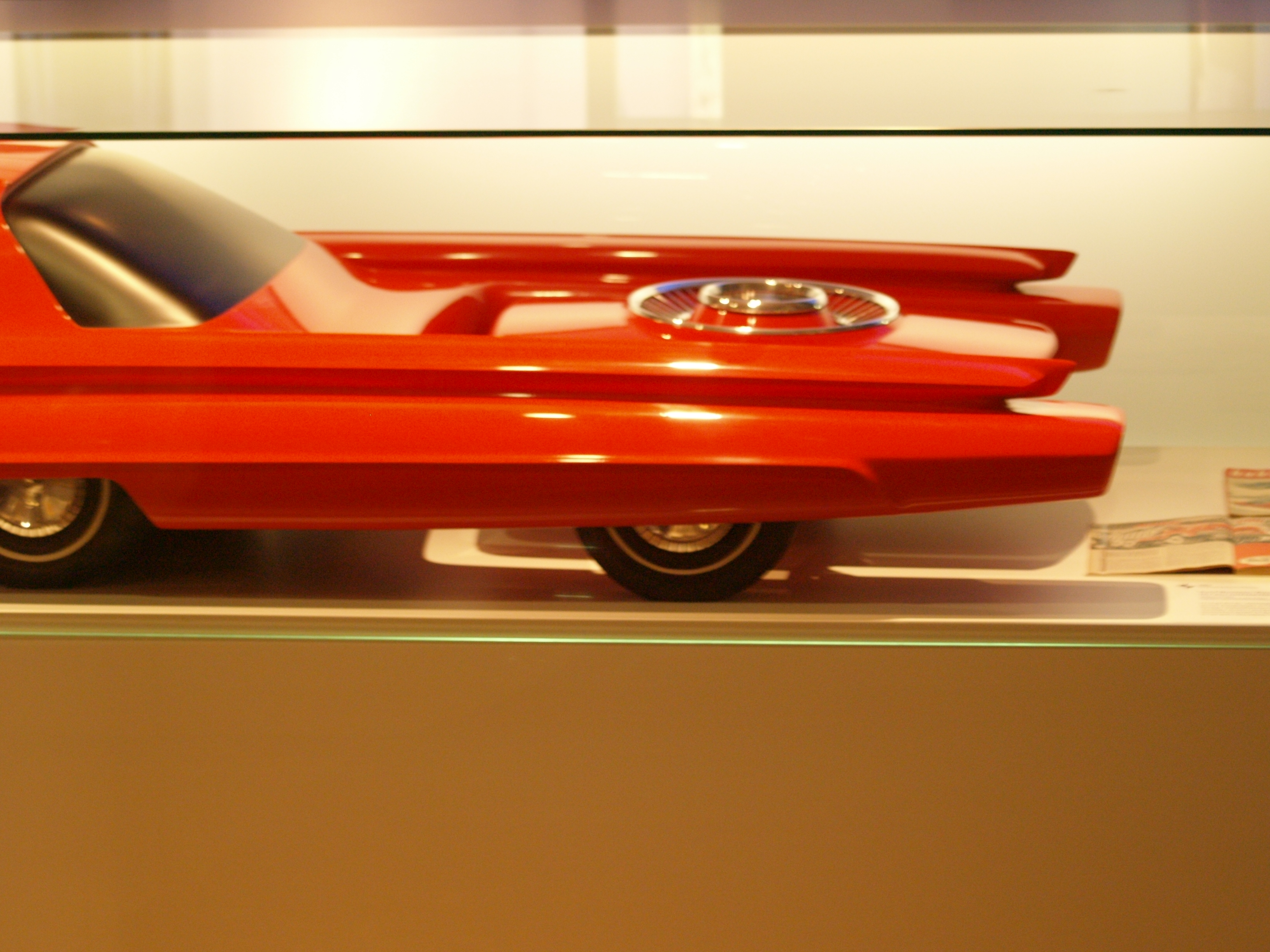
Heckansicht

Der Ford Nucleon war ein Konzeptfahrzeug, das 1958 von William Clay Ford senior vorgestellt wurde. Der Wagen sollte mit Kernbrennstoff betrieben werden. Dafür war ein kleiner, zwischen den Hinterrädern aufgehängter Kernreaktor vorgesehen. Mit der vom Minireaktor erzeugten Wärme sollte eine Dampfturbine den Wagen antreiben. Eine Reaktorfüllung sollte für 5.000 Meilen (etwa 8.000 km) reichen, bevor sie ausgetauscht werden sollte. Ford baute von dem Fahrzeug nur ein Modell im Maßstab 1:2,66, produziert wurde es nie. Es steht für eine ganze Reihe ähnlicher Konzepte aus den 1950er Jahren zu Beginn des Atomzeitalters.
Das Fahrzeug diente als Vorbild für die Automobile in der Computerspielreihe Fallout.